# ジヒドロピラン
ジヒドロピラン (dihydropyran) とは、分子式が C5H8O と表される環状エーテルで、酸素1個と二重結合1個を含む6員環構造を持つもの。ピランが2個水素化を受けた構造に当たる。二重結合の位置の違いによる異性体が存在する中で 3,4-ジヒドロ-2H-ピラン (3,4-dihydro-2H-pyran) が有機合成において使用頻度が高いため、単に「ジヒドロピラン」という場合は通常 3,4-ジヒドロ-2H-ピラン を指す。DHP と略称される。有機合成化学において、アルコールのヒドロキシ基を保護するために用いられる。

## 合成
3,4-ジヒドロ-2H-ピランはテトラヒドロフルフリルアルコールをアルミナ上で 300-400 ℃  に加熱して合成される。

## 利用
3,4-ジヒドロ-2H-ピランは非水条件、酸触媒のもとにアルコールと反応してテトラヒドロピラニルエーテル（THPエーテル）を作る。THPエーテルは酸と水で容易に元のアルコールに戻すことができることと、酸以外の試薬に対しては比較的耐久性を示すため、アルコールの保護に用いられる。
ジヒドロピランはラネーニッケルのもとの水素化によりテトラヒドロピランに変換される。